# فاينل فانتسي (لعبة فيديو)
فاينل فانتَسي (بالإنكليزية: Final Fantasy؛ باليابانية: ファイナルファンタジー، فينارو فانتَجي) هي أولى ألعاب سلسلة فاينل فانتسي وهي لعبة تقمص أدوار خيالية أنشأها هيرونوبو ساكاغوتشي، وتم تطويرها ونشرها من قبل شركة سكوير عام 1987. كان إصدارها الأصلي على جهاز نيس، وتم إعادة إنتاجها لعدة أجهزة ألعاب، وكثيراً ما يتم حزمها مع لعبة فاينل فانتسي II في مجموعات ألعاب الفيديو. تدور القصة حول أربعة شبان يُدعَون محاربي النور، وكل منهم يحمل جرم سماوي يمثّل عناصر عالمهم، ويقع هذا العالم في ظلام وفوضى سبّبها الأشرار الأربعة. فيسعى المحاربون لهزيمة قوى الشر هذه وإعادة النور لتلك الأجرام وإنقاذ عالمهم.
كان من المفترض أن تُسمّى اللعبة فايتينغ فانتسي، ولكن تم تغيير اسمها إلى فاينل فانتسي عندما اكتشف فريق التطوير أن فايتينغ فانتسي هو عنوان سلسلة من كتب ألعاب تقمص الأدوار التي ألّفها ستيف جاكسون.
اعتقدت شركة سكوير أن اللعبة ستكون آخر لعبة تقوم بإصدارها. بدلاً من ذلك، حققت اللعبة نجاحاً تجارياً كبيراً وتلقت مراجعات إيجابية، وأعقبتها العديد من التتمات والألعاب الإضافية. وتعتبر اللعبة الآن من أكثر ألعاب تقمص الأدوار تأثيراً ونجاحاً على جهاز نينتندو إنترتينمنت سيستم، كما لعبت دوراً كبيراً في رفع شعبية هذا الصنف من ألعاب الفيديو. ركز ثناء النقاد على رسومات اللعبة، في حين استهدف النقد السلبي الوقت الذي يقضيه اللاعبون في البحث عن مواجهات عشوائية من أجل رفع مستوى خبرة شخصياتهم. بحلول مارس 2003، تم بيع مليوني نسخة من جميع إصدارات فاينل فانتسي حول العالم.

## نظام اللعب
لدى فاينل فانتسي أربعة أطوار لعب أساسية: خريطة العالم؛ خرائط البلدات والزنزانات؛ شاشة القتال؛ وشاشة القائمة. خريطة العالم نسخة مصغرة من عالم اللعبة الخيالي يستخدمها اللاعبون من أجل إرشاد الشخصيات نحو مواقع مختلفة. وسيلة الترحال الأساسية حول هذا العالم هي السير على القدمين، ولكن يتاح لللاعبين استخدام قارب الكانو وسفينتين بحرية وهوائية حال تقدمهم في اللعبة. باستثناء بعض المعارك المبرمجة في مواقع محددة مسبقاً أو معارك الرؤساء، فإنه يتم مواجهة الأعداء عشوائياً على الخرائط الميدانية وخريطة العالم عند الترحال مشياً على القدمين أو بالكانو أو السفن ويجب إما قتالهم أو الهروب منهم.
تتطور حبكة اللعبة كما يتقدم اللاعبون في البلدات والزنزانات. يقدم بعض سكان البلدة معلومات مفيدة بينما يملك آخرون متاجر تقوم ببيع سلع أو عتاد. تظهر الزنزانات في مناطق كثيرة من ضمنها الغابات والكهوف والمستنقعات والمغارات الواقعة تحت الماء والمباني. غالباً ما تحتوي الزنزانات على صناديق كنز بداخلها سلع نادرة لا تتوفر في معظم المتاجر. تتيح شاشة القائمة لللاعبين متابعة نقاط خبرتهم ومستوياتهم واختيار المعدات التي تلوح بها شخصياتهم واستخدام السلع والسحر. السمة الأساسية للشخصية هي مستواها، والذي من الممكن أن يتراوح بين 1 و50، ويحدد مقداره كمية الخبرة لدى الشخصية. ارتفاع المستوى يرفع من سمات الشخصية مثل الحد الأقصى لنقاط الضرب (HP)، والتي تمثّل الطاقة المتبقية لدى الشخصية؛ تموت الشخصية في حال هبوط طاقتها للصفر. تكتسب الشخصيات نقاط الخبرة عن طريق الفوز بالمعارك.
القتال في فاينل فانتسي يرتكز على أوامر القائمة: يختار اللاعبون إجراءً من لائحة خيارات مثل الهجوم Attack، السحر Magic، والسلع Item. المعارك مبنية على الدور (دور لللاعبين ودور للأعداء) وتستمر حتى يهرب إحدى الطرفين أو يتم هزيمته. إن انتصرت مجموعة اللاعب، فستكتسب كل شخصية نقاط خبرة وغِل Gil (عملة عوالم فاينل فانتسي). إن هربت المجموعة، فسيتم إعادتها إلى شاشة الخريطة. وإن ماتت جميع الشخصيات، فستنتهي اللعبة وسيفقد اللاعب أي تقدم إن لم يتم حفظه مسبقاً. كانت فاينل فانتسي أول لعبة تُظهِر شخصيات اللاعب على الجانب الأيمن من الشاشة والأعداء على الجانب الأيسر بدلاً من منظور الشخص الأول.
يبدأ اللاعبون اللعبة باختيار أربع شخصيات من أجل تشكيل مجموعة، ويستمر اللعب بنفس المجموعة حتى نهاية اللعبة. لدى كل شخصية مهنة أو «فئة» Class تبرز سِمات وقدرات مختلفة، فطرية أو مكتسبة. تتوفر ستة فئات: المقاتل Fighter، اللص Thief، الحزام الأسود Black Belt، الساحر الأحمر Red Mage، الساحرة البيضاء White Mage، والساحر الأسود Black Mage. في وقت لاحق من اللعبة، يمتلك اللاعبون الخيار في تطوير فئات شخصياتهم؛ حيث تصبح هيئاتهم أكثر نضجاً، كما تكتسب بعض الطبقات القدرة على استخدام أسلحة وأسحار لم يكن بالإمكان استخدامها سابقاً. تحتوي اللعبة على كميات متنوعة من الأسلحة والدروع والسلع القابلة للشراء أو العثور عليها من أجل تعزيز قوة الشخصيات عند خوضها المعارك. لدى كل شخصية ثمانية خانات تخزينية: أربع منها لحمل الأسلحة وأربعة لحمل الدروع. كما هنالك قيود مفروضة على الأسلحة والدروع التي يُسمح للفئات باستخدامها. بعض الأسلحة والدروع سحرية؛ فإن استُخدِمت خلال معركة ما، فستطلق تعويذات سحرية. توفر أدوات سحرية أخرى الحماية أيضاً من تعاويذ معينة. في المتاجر، بإمكان الشخصيات شراء سلع تساعدها على الشفاء خلال ترحالها. من ضمن السلع المتوفرة: جرعات الدواء Potions التي تُشفي الشخصيات أو تزيل الاعتلالات مثل التسمم Poison أو الخوف Petrification؛ الخيمات Tents والأكواخ Cabins التي تُستخدم في العراء من أجل شفاء الشخصيات وحفظ اللعبة؛ والمنازل Houses التي تعيد تعبئة نقاط السحر لدى المجموعة بعد حفظ اللعبة. من الممكن اقتناء سلع خاصة عن طريق إتمام المهام.
السحر قدرة شائعة في اللعبة وتستخدمها عدة فئات. التعويذات مقسمة إلى مجموعتين: البيضاء، والتي هي دفاعية وشفائية؛ والسوداء، والتي هي منهكة ومدمرة. بالإمكان شراء التعويذات من متاجر السحر الأبيض والأسود وتعيينها للشخصيات التي تسمح لها وظيفتها باستخدامها. التعويذات مصنفة بمستوى بين 1 و8 بأربعة تعويذات بيضاء أو أربع تعويذات سوداء لكل مستوى. يستطيع السحرة البيض والسود تعلم أي من التعاويذ المتلائمة مع لونهم بينما السحرة الحمر والنينجا Ninja والفارس Knight لا يستطيعون استخدام معظم الأسحار ذات المستوى العالي.

## روابط خارجية
- فاينل فانتسي على موقع IMDb (الإنجليزية)
- فاينل فانتسي على موقع الموسوعة البريطانية (الإنجليزية)